# Jerzy Falkowski
Jerzy Falkowski herbu Doliwa (zm. przed 24 stycznia 1789 roku) – skarbnik łucki w latach 1781–1786, skarbnik nowogrodzki, vicesgerent grodzki grabowiecki, konsyliarz województwa wołyńskiego w konfederacji barskiej.
Podpisał elekcję Stanisław Augusta Poniatowskiego.